# 5-HT7-receptor
Az 5-HT7 receptor a sejtfelszíni receptorokon belül a GPCR-ek családjába tartozik, és a szerotonin (5-hidroxitriptamin, 5-HT) aktiválja. Az 5-HT7-receptor a cAMP termelését stimuláló Gs-hez kapcsolódik, és számos humán szövet expresszálja, különösen az agy, a bélrendszer és egyes erek. E receptor több klinikai betegség kezelésének célpontja. Az 5-HT7-receptort a HTR7 gén kódolja, mely emberben 3 eltérő splicingvariánsba íródik át.

## Funkció
Ha az 5-HT7-receptort a szerotonin aktiválja, az események sorozatát indítja el, mely a stimulációs Gs fehérje felszabadításával indul a GPCR komplexből. Ez aktiválja az adenilát-ciklázt, mely növeli a cAMP-szintet.
Az 5-HT7-receptor fontos az ér- és bélrendszeri simaizom-relaxatióban. A talamuszban és a hipotalamuszban a legnagyobb az 5-HT7-receptor-sűrűség, és nagy mennyiségben van jelen a hippokampuszban és az agykéregben is. Az 5-HT7-receptor fontos a hőszabályozásban, a cirkadián ritmusban, a tanulásban, a memóriában és az alvásban. Perifériás 5-HT7-receptorok találhatók a bélidegekben, az 5-HT7-receptort expresszáló nyálkahártyaidegek magas szintjét találták irritábilisbél-szindróma esetén vastagbélben. Kimutatták szerepét a bél-hiperalgéziában visceralis hiperszenzitivitásos egérmodellben, itt a per os adott 5-HT7-receptor-antagonista csökkentette a bélfájdalmat. Feltehetően az érzelemszabályzásban is fontos, így a major depresszió kezelésében is hasznos célpont lehet.

## Változatai
3 splicingvariáns ismert emberekben (ezek jele h5-HT7(a), h5-HT7(b) és h5-HT7(d)), melyek C-terminális eltérésekkel rendelkező receptorokat kódolnak. A h5-HT7(a) teljes hosszúságú (445 aminosav), a h5-HT7(b) a 432. aminosavnál véget ér az alternatív splicingdonorhely miatt. A h5-HT7(d) ettől eltérő izoforma: a C-terminális exonkazetta megmaradása 479 aminosavas receptort ad, melynek C-terminusa jelentősen eltér a h5-HT7(a)-tól. Az 5-HT7(c) változat megtalálható patkányok szöveteiben, de emberek nem expresszálják. A patkányok nem expresszálnak a h5-HT7(d)-vel homológ változatot, mivel a patkány 5-HT7-génjében hiányzik az ezen izoforma kódolásához szükséges exon. A gyógyszeraffinitások a három humán változatban hasonlók, de az inverzagonista-hatékonyságok eltérőek.

## Felfedezése
1983-ban bizonyítékot találtak egy 5-HT1-szerű receptorra. 1993-ban klónozták és jellemezték az 5-HT7-receptort. Később egyértelmű lett, hogy az 1983-ban leírt receptor az 5-HT7.

## Ligandumok
Számos közepes vagy nagy affinitású ortosztérikus ligandum ismert. Egyenlőtlen jelzőligandumokat fejlesztettek és találtak 2018-ban.

### Agonisták
Az agonisták az endogén ligandumhoz (ez esetben a szerotoninhoz) hasonló hatást váltanak ki (cAMP-szint-növekedés).
- 5-Karboxamidotriptamin (5-CT)
- 5-Metoxitriptamin (5-MT, 5-MeOT)
- 8-OH-DPAT (vegyes 5-HT1A/5-HT7-agonista)[14]
- Aripiprazol (gyenge részleges agonista)[15]
- AS-19
- E-55888[16]
- E-57431[17]
- LP-12 (4-(2-Difenil)-N-(1,2,3,4-tetrahidronaftalin-1-il)-1-piperazinhexánamid)
- LP-44 (4-[2-(Metiltio)fenil]-N-(1,2,3,4-tetrahidronaftalin-1-il)-1-piperazinhexánamid)
- LP-211
- MSD-5a[18]
- Nω-Metilszerotonin[19]
- N-(1,2,3,4-Tetrahydronaftalin-1-il)-4-aril-1-piperazinhexánamidok (oldallánctól függően lehetnek agonisták vagy antagonisták)[20][21]
- N,N-Dimetiltriptamin
- AGH-107 (agyba bejutó vízoldékony teljes agonista) [22]
- AH-494 (3-(1-etil-1H-imidazol-5-il)-1H-indol-5-karboxamid) [23]
- AGH-192 (agyba bejutó vízoldékony, orálisan biohasznosítható teljes agonista)[24]

### Antagonistái
A semleges (más néven csendes) antagonisták a receptorhoz kötődnek, belső aktivitásuk nincs, de akadályozzák agonisták és inverz agonisták működését. Az inverz agonisták gátolják a receptor alapműködését, az agonistákkal ellentétes hatást (5-HT7-receptor esetén cAMP-szint-csökkenés) okozva. A semleges antagonistákat és inverz agonistákat gyakran egyszerűen „antagonisták”-nak nevezik, és az 5-HT7-receptor esetén a semleges antagonisták és az inverz agonisták megkülönböztetése nehéz a receptorvariánsokon való eltérő inverzagonista-hatás miatt. Például a mezulergin és a metergolin a h5-HT7(a)- és h5-HT7(d)-receptorizoformák semleges antagonistája, de a h5-HT7(b)-változatnak inverz agonistája.
- 3-{4-[4-(4-klórfenil)piperazin-1-il]butil}-3-etil-6-fluor-1,3-dihidro-2H-indol-2-on[27]
- amiszulprid[28]
- amitriptilin
- amoxapin
- brexpiprazol
- klomipramin
- klozapin
- CYY1005 (erősen szelektív orálisan aktív antagonista)[6]
- DR-4485
- EGIS-12233 (vegyes 5-HT6/5-HT7-antagonista)
- AVN-101 (vegyes 5-HT6/5-HT7-antagonista) [29]
- Flufenazin
- Fluperlapin
- ICI-169369
- Imipramin
- JNJ-18038683
- Ketanszerin
- Loxapin
- Lurazidon
- LY-215840
- Maprotilin
- Mezulergin
- Metizergid
- Mianszerin
- Olanzapin
- Pimozid
- 1-(2-Difenil)piperazin (RA-7)[30]
- Ritanszerin
- SB-258719[31][32][33]
- SB-258741[33]
- SB-269970 (erősen 5-HT7-szelektív)[34]
- SB-656104-A[35]
- SB-691673[31]
- Szertindol
- Spiperon
- Tenilapin
- TFMPP
- Vortioxetin
- Trifluoperazin
- Ziprasidon
- Zotepin

#### Inaktiváló antagonistái
Az inaktiváló antagonisták nem kompetitív antagonisták, melyek a receptort tartósan agonistainszenzitívvé teszik, ami a receptor deszenzitizációjához hasonló. Az 5-HT7-receptor inaktivációja azonban nem hagyományosan leírt módon (receptorfoszforiláció, β-arresztin-felszabadítás vagy receptorinternalizáció) történik. Ezek feltehetően irreverzibilisen vagy pszeudoirreverzibilisen reagálnak, például a [3H]riszperidon esetén.
- Bromokriptin[38]
- Lizurid[38]
- Metergolin[38]
- Metiotepin[37]
- Paliperidon[37]
- Riszperidon[37]

## Fordítás
Ez a szócikk részben vagy egészben  a(z)   5-HT7 receptor című angol Wikipédia-szócikk ezen változatának fordításán alapul.  Az eredeti cikk szerkesztőit annak laptörténete sorolja fel. Ez a jelzés csupán a megfogalmazás eredetét és a szerzői jogokat jelzi, nem szolgál a cikkben szereplő információk forrásmegjelöléseként.